# Туган
Туган (фр. Tougan) — місто та міська комуна в Буркіна-Фасо.

## Географія та історія
Місто Туган розташовано на північному заході Буркіна-Фасо, на території провінції Суру в області Букле-ду-Мухун. Включає до свого складу однойменний департамент. В адміністративному відношенні департамент складається з міста, розділеного на 7 секторів, і 33 сіл. Загальна кількість населення департаменту — 66 706 чоловік (станом на 2006 рік), власне у місті Туган проживає 15 218 чоловік. Чинний мер — Матьє Зербо. Основну частку населення становлять представники народу санан групи манде.
Територія, де нині розташовано місто, була підкорена французами 1897 року, після запеклої боротьби з племенами сананів. Нині основним заняттям місцевих жителів є сільське господарство.

## Міста-партнери
- Райн